# 1978-as Sanremói Dalfesztivál
Az 1978-as Sanremói dalfesztivál, hivatalos nevén: a 28. Olasz Dalfesztivál (XXVIII Festival della canzone italiana) 1978. január 26-28. között került megrendezésre Sanremoban az Ariston Színházban. A műsorvezető Maria Giovanna Elmi volt, társműsorvezetők: Stefania Casini, Beppe Grillo és Vittorio Salvetti voltak.
Ez volt az első alkalom a fesztivál történetében hogy állandó női műsorvezetője volt a fesztiválnak, annak ellenére, hogy Maria Giovanna Elmi feladata korlátozott volt: ő nyitotta meg a fesztiváli estéket és konferálta fel a külföldi vendégelőadókat. Beppe Grillo szarkasztikus humorával szórakoztatta a nézőket.
A Rai az első két estét csak rádión közvetítette, a döntőt viszont már televízión is közvetítette.

## Verseny
A fesztiválon az énekesek három kategóriába voltak besorolva: Együttes, Énekes-dalszerző és Előadó kategóriák. Eredetileg minden kategóriában 5-5 énekes lett volna, ám az Együttesek kategóriában csak 4 versenyző lett, mert az egyik együttes versenydalát már kiadták kislemezen, amellyel megszegték a részvétel szabályát és kizárták őket. Minden versenydalt megismételték az első adásnapon és részt vettek a döntőben, ám az első este szavazásán csak 9 dal kaphatott pontot, így ők maradtak versenyben.
A kilenc versenyző dalát a második estén újra felvették és egy rövidített változatot énekeltek el. Az első este után a Rai sugározta a Sanremo anteprima műsorát, ahol az énekesek előadtak a dalukból egy részletet és újságírók értékelték a produkcióikat.

## Versenyzők
A fesztiválon nagy feltűnést keltett az akkor 16 évesen debütáló Anna Oxa, aki férfias megjelenésben, hátra zselézett fekete hajjal adta elő az Un'emozione da poco című Ivano Fossati által írt dalt, amellyel a fesztiválon a második helyezést érte el. Az énekesnőt sokan punk stílusúnak nevezték, holott ezt Anna mindig is visszautasította. Anna viszont megjelenésével és a dallal egy korosztály képviselője lett, aki elveszettnek érezte magát.
Rino Gaetano énekes a Gianna című dalát ukulelével kísérte, majd a dal végén jelentek meg a színpadon a háttérvokálok.
A fesztivál győztese a Matia Bazar együttes lett, akik az e dirsi ciao című dalt adták elő.

## Dalok
| Helyezés | Dal címe               | Dal írói                                                                             | Előadó                    | Szavazatok száma |
| 1.       | ...e dirsi ciao        | (Giancarlo Golzi, Aldo Stellita, Piero Cassano, Carlo Marrale és Antonella Ruggiero) | Matia Bazar               | 34               |
| 2.       | Un'emozione da poco    | (Ivano Fossati és Guido Guglielminetti)                                              | Anna Oxa                  | 30               |
| 3.       | Gianna                 | (Rino Gaetano)                                                                       | Rino Gaetano              | 17               |
| 4.       | Il buio e tu           | (Ciro Sebastianelli, Daniele Pace és Oscar Avogadro)                                 | Ciro Sebastianelli        | 16               |
| 5.       | Tu sola                | (Anselmo Genovese és Luigi Capello)                                                  | Anselmo Genovese          | 12               |
| 6.       | Armonia e poesia       | (Santino Rocchetti és Andrea Lo Vecchio)                                             | Santino Rocchetti         | 11               |
| 7.       | Il mio amore           | (Marco Luberti e Enrico Fusco)                                                       | Schola Cantorum           | 9                |
| 8.       | Domani domani          | (Gian Pieretti és Alberto Nicorelli)                                                 | Laura Luca                | 4                |
| 9.       | 1/2 notte              | (Zacar, Savino Grieco, Ciro Dammicco és Sentacruz)                                   | Daniel Sentacruz Ensemble | 2                |
| Döntős   | Anna Anna              | (Daniele Pace, Oscar Avogadro, Donato Ciletti és Claudio Cavallaro)                  | Donato Ciletti            |                  |
| Döntős   | ’N ‘addore ‘e castagne | (Roberto Carrino és Mario Coppola)                                                   | Roberto Carrino           |                  |
| Döntős   | Ora                    | (Franco Marino, Enrico Intra, Claudio Rego és Donatella Rettore)                     | Dora Moroni               |                  |
| Döntős   | Quando Teresa verrà    | (Simon Luca és Marco Ferradini)                                                      | Marco Ferradini           |                  |
| Döntős   | Soli                   | (Antonio Bella és Gianni Bella)                                                      | Beans                     |                  |

## Vendégénekesek

### Döntő estéjén
- Asha Puthli ("The devil is loose")
- Belle Époque ("Bamalama")
- Bonnie Tyler ("It's a Heartache")
- Grace Jones ("La vie en rose")
- Sheila & B. Devotion ("Singing In The Rain")

### Adásnapok estéjén
- El Pasador ("Mucho Mucho")
- Maggie MacNeal ("Winter in Berlin")
- Loredana Bertè ("Grida")
- Pablo Abraira ("Falco e poi colomba")
- Fred Bongusto
- Asha Puthli ("I'm gonna dance")
- Gigliola Cinquetti ("Un paese vuol dire")
- Riccardo Cocciante ("A mano a mano" és "Storie")
- Patty Pravo ("Pensiero stupendo" és "Bello")
- Julio Iglesias
- Bonnie Tyler ("It's a Heartache")
- Grace Jones ("La vie en rose")
- Michele Maisano és a Magic Circus ("Amico Elvis")